# Mereni (Teleorman)
Mereni es una comuna ubicada en el distrito de Teleorman, Rumania.

## Superficie
Posee una superficie de 80,17 kilómetros cuadrados.

## Demografía
Hasta 2021 la población era de 2630 habitantes, con una densidad de población de 32,81 habitantes por kilómetro cuadrado.